# Бреда-ди-Пьяве
Бреда-ди-Пьяве (итал. Breda di Piave) — коммуна в Италии, располагается в провинции Тревизо области Венеция.
Население составляет 6348 человек, плотность населения составляет 254 чел./км². Занимает площадь 25 км². Почтовый индекс — 31030. Телефонный код — 0422.
Покровителем коммуны почитается святой апостол Павел, празднование 25 января.

## Города-побратимы
- Лабарт-сюр-Лез (Франция)